# Megváltó lövés
A Megváltó lövés (eredeti cím: Savage Salvation, illetve Savage Justice vagy Wash Me in the River) 2022-ben bemutatott amerikai akcióthriller, melyet Randall Emmett rendezett. A főbb szerepekben Jack Huston, Robert De Niro és John Malkovich látható.

## Cselekmény
Egy drogokkal fertőzött amerikai kisvárosban Church seriff és Zeppelin nyomozónő próbál rendet tartani. Shelby John eljegyzi barátnőjét, Ruby Redet, és fájdalmas elvonási tünetek árán sikerül letenniük a kábítószert. Rendbe akarják tenni életüket és családot alapítani, amelyben Ruby szerettei, köztük a lány testvére, Darlene és annak férje, Peter támogatják őket. Egy Elvis nevű díler, Shelby egykori bűntársa azonban ezt nem nézi jó szemmel. Azt hazudja Rubynak, vőlegénye még mindig drogozik, majd a lánynak is ad egy adag a szerből. Másnap Shelby holtan találja kedvesét a verandájukon. Beteljesíti a lány utolsó kívánságát, és egy folyóban megkereszteli annak testét, majd bosszút esküszik.   
Első útja Elvishez vezet, akit egy szögbelövővel megkínozva megtudja a díler beszállítójának, Dariusnak a nevét. Ezután végez vele és megszerzi lőfegyvereit. Shawn Dariushoz megy, ő elárulja neki főnöke, Coyote nevét és lakcímét, Shawn végül megkíméli a beszállító életét. Eljutva a megadott címre, tűzharcban kivégzi Coyote embereit, majd magával a bandavezérrel is megküzd. Mielőtt azonban megölhetné, Church és Zeppelin megjelenik a helyszínen, az idős seriff a lelkére beszél, így Shawn nem lövi le Coyote-ot. Annak egyik embere ekkor orvul rálő Zeppelinre és Coyote is rájuk támad, ezért Church megöli őt. 
Shawn Coyote mobiltelefonján keresztül eljut a drogterjesztő hálózat tényleges fejéhez, aki nem más, mint Peter. Ő rátámad, de Shawn kiüti és a saját heroinjával túladagolva végez vele. A film végén a pap megkereszteli a folyóban Shawnt.

## Szereplők
| Színész            | Szerep           | Magyar hang      |
| ------------------ | ---------------- | ---------------- |
| Shelby John        | Jack Huston      | Szatory Dávid    |
| Mike Church seriff | Robert De Niro   | Reviczky Gábor   |
| Peter              | John Malkovich   | Epres Attila     |
| Ruby Red           | Willa Fitzgerald | Csuha Borbála    |
| Coyote             | Quavo            |                  |
| Zeppelin nyomozó   | Meadow Williams  |                  |
| Greta              | Dale Dickey      |                  |
| Elvis Kincaid      | Swen Temmel      | Varga Gábor      |
| Silas              | Noel Gugliemi    |                  |
| Skeeter            | Jon Orsini       | Seszták Szabolcs |
| Darius             | Clay Wilcox      | Czvetkó Sándor   |
| Darlene            | Winter Ave Zoli  |                  |

## A film készítése
2020. szeptember 8-án jelentették be, hogy De Nirót, Malkovichot és Machine Gun Kellyt beválogatták a film szereplői közé.  2020. október 29-én Taylor Kitsch vette át Machine Gun Kelly helyét, mert a zenésznek ütemezési problémák miatt ki kellett szállnia a projektből. Kevesebb mint egy hónappal később, 2020. november 13-án Kitscht Jack Hustonra cserélték le. A film gyártása 2020 novemberében kezdődött, Malkovich jeleneteit decemberben vették fel. Hivatalosan 2021 januárjában fejeződött be a forgatás, a következő hónapban jelentették be Quavo és Willa Fitzgerald szereplését a filmben.
2021 márciusában a The Avenue Entertainment szerezte meg az észak-amerikai forgalmazás jogait. 2022. december 2-án mutatták be a filmet.

## Fordítás
- Ez a szócikk részben vagy egészben  a   Savage Salvation című angol Wikipédia-szócikk ezen változatának fordításán alapul.  Az eredeti cikk szerkesztőit annak laptörténete sorolja fel. Ez a jelzés csupán a megfogalmazás eredetét és a szerzői jogokat jelzi, nem szolgál a cikkben szereplő információk forrásmegjelöléseként.